# تمارا تشروفيتش
تمارا تشروفيتش (بالصربية: Тамара Чуровић) مواليد 31 أكتوبر 1994 في بلغراد، صربيا والجبل الأسود، هي لاعبة كرة مضرب صربية بدأت مسيرتها كمحترفة سنة 2008 وتحتل حالياً المرتبة 527 (9 أبريل 2012) في تصنيف رابطة محترفات كرة المضرب. أعلى تصنيف لها كان 500. أعلى تصنيف لها في الزوجي كان 432.

## روابط خارجية
- تمارا تشروفيتش على موقع رابطة محترفات التنس (الإنجليزية)
- تمارا تشروفيتش على موقع الاتحاد الدولي لكرة المضرب (الإنجليزية)
- تمارا تشروفيتش على موقع كأس بيلي جين كينغ (الإنجليزية)
- تمارا تشروفيتش على موقع خلاصة التنس.كوم (الإنجليزية)